# Дастін Гоффман
Да́стін Лі Го́ффман (англ. Dustin Lee Hoffman; нар. 8 серпня 1937, Лос-Анджелес, Каліфорнія, США) — американський актор, режисер і продюсер єврейського походження, дворазовий лауреат премії «Оскар» — за головні ролі у фільмах «Крамер проти Крамера» та «Людина дощу» (усього сім номінацій — 1968, 1970, 1975, 1980, 1983, 1989, 1998); 13-разовий номінант на «Золотий глобус» (шість перемог); володар телепремії «Еммі» (1986), кінопремії «БАФТА» (1969, 1970, 1984) та багатьох інших. Також відзначений трьома нагородами BAFTA, двома Emmy, шістьма «Золотими глобусами» та багатьма іншими.

## Життєпис
Походить з сім'ї євреїв ашкеназі, що під час погромів емігрували з Білої Церкви, Київська область (по батькові; Гоффман помилково повідомляє про «росіянина з Києва») і Ясс — по матері. У 1920-х роках батьки емігрували до США. Був другою дитиною в родині Гаррі Гоффмана (нар.1907) та Лілліен (уродженої Ґолд) (1909—1981). До того, як стати продавцем меблів, його батько деякий час працював декоратором в кінокомпанії Columbia Pictures. У Дастіна Гоффмана є старший брат, Рональд, що працює адвокатом та економістом. За спогадами самого Гофмана, його батьки не були дуже релігійними людьми, він згадував, що «немає ніяких спогадів з дитинства про святкування якихось єврейських релігійних свят», і що він «усвідомив», що є євреєм, «у віці 10 років», але «завжди чувся євреєм. Це внутрішнє чуття. Я відчуваю, що я російський румунський єврей… і я люблю мамалигу, а також люблю борщ і горілку. Також, мені здається, є такий специфічний гумор, до якого я завжди відчував схильність, і який важко визначити якось інакше — у мене єврейське почуття гумору.»
Навчався в консерваторії Лос-Анджелеса, Нью-Йоркській Акторській студії, школі драматичного мистецтва при театрі «Playhouse» в Пасадені. Одного разу він поділився своїми мріями про акторську кар'єру зі своєю тіткою Перл, на що вона йому відповіла: «Ти не можеш бути актором, адже виглядаєш недостатньо привабливо».
Після навчання Дастін грав у різних театрах на Бродвеї, знімався на телебаченні. Але кіно перемогло. Дебютом для нього стала маленька роль у фільмі «Tiger Makes Our» (1967). За дебютом прийшов і успіх: Гоффман зіграв головну роль у фільмі «Випуск» Майка Ніколса й був номінований на «Оскара». Через два роки знов номінування за роль в «Опівнічному ковбої» Джона Шлезінгера.
У 70-ті Дастін Гоффман входить до кола найвидатніших акторів світового кіно. Стрічки «Крамер проти Крамера», «Тутсі», «Людина дощу», «Епідемія», «Афера» утвердили актора на перших позиціях лідерів сучасного кіномистецтва.

### Гоффман і Україна
Дастін Гоффман народився в родині єврейсько-українських емігрантів до Америки — киян. 
У Посольстві США в Україні світлина Дастіна Гоффмана поміщена у фотогалереї, де представлені відомі музиканти, науковці, художники, інженери, дипломати, актори українського походження. Серед них, крім Дастіна Гоффмана — Міла Йовович, Ігор Сікорський, Девід Духовни, Боб Ділан та інші.

### Особисте життя
Вперше одружився 4 травня 1969 року з балериною Енн Бірн (англ. Anne Byrne) (нар.1943), котра після одруження залишила сцену на користь подружнього життя. До цього вона була вже одружена та мала від першого чоловіка доньку Каріну (нар.1966), яку Гоффман удочерив після весілля. У шлюбі в них народилася друга донька — Дженна (нар.15.10.1970). 6 жовтня 1980 подружжя Гоффманів розлучилося. Менше ніж за тиждень, 12 жовтня 1980, Дастін Гоффман одружився з адвокаткою Лайзою Джо Ґоттсеґен (англ. Lisa Jo Gottsegen) (нар.01.09.1954). У подружжя народилися четверо дітей: Джейкоб «Джейк» Едвард (нар.20.03.1981), який також знімається в кіно, Ребекка Лілліен (нар.17.03.1983), Максвелл Джеффрі (нар.30.08.1984) та Александра Лідія (нар.27.10.1987). У Дастіна Гоффмана вже є двоє онуків.

### Політичні погляди
В політиці дотримується ліберальних поглядів. Довший час підтримував Демократичну партію та незалежного кандидата Ральфа Нейдера. В 1997 році, разом з іншими відомими акторами та керівниками Голлівуду, підписав відкритого листа канцлеру Німеччини Гельмуту Колю, якого було опубліковано в газеті «International Herald Tribune», у якому наголошувалось про недопущення порушення релігійних прав послідовників саєнтології в Німеччині.

### Порятунок Сема Демпстера
27 квітня 2012 року Дастін Гоффман врятував життя 27-річному юристові Сему Демпстеру. Того дня у Демпстера зупинилось серце під час пробіжки по Гайд-парку. Гоффман, що прогулювався поруч, відразу зателефонував в службу порятунку. Лікарі, котрі приїхали на виклик, доправили Демпстера до шпиталю та відновили роботу серця. В шпиталі Демпстер заявив, що вдячний Гоффманові за свій порятунок.

## Фільмографія

### Актор
| Рік       |    | Українська назва                                                     | Оригінальна назва                                                           | Роль                      |
| --------- | -- | -------------------------------------------------------------------- | --------------------------------------------------------------------------- | ------------------------- |
| 1961—1963 | с  | Голе місто                                                           | Naked City                                                                  | Фінні / Лестер Стентон    |
| 1962—1965 | с  | Захисники                                                            | The Defenders                                                               | Бадді / Роберт Берк       |
| 1965      | с  | Медсестри                                                            | The Nurses                                                                  | Ларсон                    |
| 1966      | тф | Подорож п'ятого коня                                                 | The Journey of the Fifth Horse                                              | Зодіх                     |
| 1966      | тф | Зоряний фургон                                                       | The Star Wagon                                                              | Ханус Вікс                |
| 1966      | тф | Різдвяна маска                                                       | A Christmas Masque                                                          | Дракон                    |
| 1967      | с  | ABC сцена 67                                                         | ABC Stage 67                                                                | Джей Джей Семмонс         |
| 1967      | ф  | Тигр домагається свого                                               | The Tiger Makes Out                                                         | Геп                       |
| 1967      | ф  | Випускник                                                            | The Graduate                                                                | Бен Бреддок               |
| 1968      | ф  | Мільйони Мадигана                                                    | Un dollaro per 7 vigliacchi                                                 | Джейсон Фістер            |
| 1968      | с  | Прем'єра                                                             | Premiere                                                                    | Артур Грін                |
| 1969      | кф | Недільний Батько                                                     | Sunday Father                                                               | батько                    |
| 1969      | ф  | Опівнічний ковбой                                                    | Midnight Cowboy                                                             | Ратсо                     |
| 1969      | ф  | Джон і Мері                                                          | John and Mary                                                               | Джон                      |
| 1970      | ф  | Маленький великий чоловік                                            | Little Big Man                                                              | Джек Креб                 |
| 1971      | мф | Гострий кінець                                                       | The Point                                                                   | оповідач                  |
| 1971      | ф  | Хто такий Гаррі Келлерман і чому він говорить про мене жахливі речі? | Who Is Harry Kellerman and Why Is He Saying Those Terrible Things About Me? | Джорджі Соловей           |
| 1971      | ф  | Солом'яні пси                                                        | Straw Dogs                                                                  | Девід Самнер              |
| 1972      | ф  | Альфредо, Альфредо                                                   | Alfredo Alfredo                                                             | Альфредо Сбіса            |
| 1973      | ф  | Метелик                                                              | Papillon                                                                    | Луї Дега                  |
| 1974      | ф  | Ленні                                                                | Lenny                                                                       | Ленні Брюс                |
| 1976      | ф  | Вся президентська рать                                               | All the President's Men                                                     | Карл Бернштейн            |
| 1976      | ф  | Марафонець                                                           | Marathon Man                                                                | Бейб                      |
| 1978      | ф  | Виправний термін                                                     | Straight Time                                                               | Макс Дембо                |
| 1979      | ф  | Агата                                                                | Agatha                                                                      | Воллі Стентон             |
| 1979      | ф  | Крамер проти Крамера                                                 | Kramer vs. Kramer                                                           | Тед Крамер                |
| 1982      | ф  | Тутсі                                                                | Tootsie                                                                     | Майкл Дорсі/Дороті Майклз |
| 1985      | тф | Смерть комівояжера                                                   | Death of a Salesman                                                         | Віллі Ломан               |
| 1987      | ф  | Іштар                                                                | Ishtar                                                                      | Чак Кларк                 |
| 1988      | ф  | Людина дощу                                                          | Rain Man                                                                    | Реймонд Беббіт            |
| 1989      | ф  | Сімейна справа                                                       | Family Business                                                             | Віто                      |
| 1990      | ф  | Дік Трейсі                                                           | Dick Tracy                                                                  | Мамля                     |
| 1991      | мс | Сімпсони                                                             | The Simpsons                                                                | містер Бергстром          |
| 1991      | мф | Мрія літати                                                          | A Wish for Wings That Work                                                  | переодягнений тарган      |
| 1991      | ф  | Біллі Батгейт                                                        | Billy Bathgate                                                              | Голландець Шульц          |
| 1991      | ф  | Капітан Гак                                                          | Hook                                                                        | Капітан Гак               |
| 1992      | ф  | Герой                                                                | Hero                                                                        | Берні Лапланте            |
| 1995      | ф  | Епідемія                                                             | Outbreak                                                                    | Сем Деніелс               |
| 1996      | ф  | Американський Буффало                                                | American Buffalo                                                            | викладач                  |
| 1996      | ф  | Ті, що сплять                                                        | Sleepers                                                                    | Денні Снайдер             |
| 1997      | ф  | Божевільне місто                                                     | Mad City                                                                    | Брекетт                   |
| 1997      | ф  | Хвіст виляє собакою                                                  | Wag the Dog                                                                 | Стенлі Мотс               |
| 1998      | ф  | Сфера                                                                | Sphere                                                                      | Норман Гудман             |
| 1999      | ф  | Жанна д'Арк                                                          | Joan of Arc                                                                 | Совість                   |
| 2001      | мф | Вівторок                                                             | Tuesday                                                                     | голос                     |
| 2002      | ф  | Миля місячного світла                                                | Moonlight Mile                                                              | Бен Флосс                 |
| 2003      | мс | Діти свободи                                                         | Liberty's Kids: Est. 1776                                                   | Бенедикт Арнольд          |
| 2003      | ф  | Афера                                                                | Confidence                                                                  | Кінг                      |
| 2003      | ф  | Вердикт за гроші                                                     | Runaway Jury                                                                | Венделл Рор               |
| 2004      | ф  | Чарівна країна                                                       | Finding Neverland                                                           | Чарлз Фроман              |
| 2004      | ф  | Змова                                                                | I Heart Huckabees                                                           | Бернард Джафф             |
| 2004      | ф  | Лемоні Снікет: 33 нещастя                                            | Lemony Snicket's A Series of Unfortunate Events                             | критик                    |
| 2004      | ф  | Знайомство з Факерами                                                | Meet the Fockers                                                            | Бернард Факер             |
| 2005      | с  | Стримай свій ентузіазм                                               | Curb Your Enthusiasm                                                        | керівник Ларрі 1          |
| 2005      | мф | Скажені перегони                                                     | Racing Stripes                                                              | Такер                     |
| 2005      | ф  | Загублене місто                                                      | The Lost City                                                               | Мейер Ланські             |
| 2006      | ф  | Парфумер: Історія одного вбивці                                      | Perfume: The Story of a Murderer                                            | Джузеппе Бальдіні         |
| 2006      | ф  | Персонаж                                                             | Stranger Than Fiction                                                       | професор Жюль Гільберт    |
| 2007      | ф  | Лавка чудес                                                          | Mr. Magorium's Wonder Emporium                                              | містер Едвард Маджоріум   |
| 2008      | мф | Панда Кунг-Фу                                                        | Kung Fu Panda                                                               | Майстер Шифу              |
| 2008      | мф | Кунг-фу Панда: Секрети несамовитої п'ятірки                          | Kung Fu Panda: Secrets of the Furious Five                                  | Майстер Шифу              |
| 2008      | мф | Пригоди Десперо                                                      | The Tale of Despereaux                                                      | Роскуро                   |
| 2008      | ф  | Приналежність                                                        | Belonging                                                                   | оповідач                  |
| 2008      | ф  | Останній шанс Гарві                                                  | Last Chance Harvey                                                          | Гарві Шайн                |
| 2010      | ф  | За версією Барні                                                     | Barney's Version                                                            | Іззі Панофськи            |
| 2010      | ф  | Знайомство з Факерами 2                                              | Little Fockers                                                              | Бернард Факер             |
| 2010      | мф | Кунг-фу Панда: Святковий випуск                                      | Kung Fu Panda Holiday                                                       | Майстер Шифу              |
| 2011      | мф | Панда Кунг-Фу 2                                                      | Kung Fu Panda 2                                                             | Майстер Шифу              |
| 2011      | мф | Кунг-Фу Панда: Секрети майстрів                                      | Kung Fu Panda: Secrets of the Masters                                       | Майстер Шифу              |
| 2011—2012 | с  | Удача                                                                | Luck                                                                        | Честер Бернштейн          |
| 2014      | тф |                                                                      | Roald Dahl's Esio Trot                                                      | містер Гоппі              |
| 2014      | ф  | Кухар на колесах                                                     | Chef                                                                        | Ріва                      |
| 2014      | ф  | Хористи                                                              | Boychoir                                                                    | Майстер Карвеллі          |
| 2014      | ф  | Швець                                                                | The Cobbler                                                                 | Авраам Сімкін             |
| 2015      | ф  | Ідол                                                                 | The Program                                                                 | Боб Хамман                |
| 2016      | мф | Панда Кунг-Фу 3                                                      | Kung Fu Panda 3                                                             | Майстер Шифу              |
| 2016      | с  | Медічі                                                               | Medici: Masters of Florence                                                 | Джованні ді Біччі Медічі  |
| 2017      | ф  | Історії сім'ї Мейровіц                                               | The Meyerowitz Stories                                                      | Гарольд Мейровіц          |
| 2019      | ф  | Дівчина у лабіринті                                                  | Into the Labyrinth                                                          | доктор Грін               |
| 2022      | ф  | Вони зробили нас такими                                              | As They Made Us                                                             | Юджин                     |
| 2024      | мф | Панда Кунг-Фу 4                                                      | Kung Fu Panda 4                                                             | Майстер Шифу              |
| 2024      | ф  | Мегалополіс                                                          | Megalopolis                                                                 | Наш Берман                |

### Продюсер, режисер
| Рік       |    | Українська назва         | Оригінальна назва        | Роль              |
| --------- | -- | ------------------------ | ------------------------ | ----------------- |
| 1978      | ф  | Виправний термін         | Straight Time            | режисер, продюсер |
| 1979      | ф  | Агата                    | Agatha                   | продюсер          |
| 1998      | ф  | Тарзан і загублене місто | Tarzan and the Lost City | продюсер          |
| 1999      | ф  | Прогулянка по Місяцю     | A Walk on the Moon       | продюсер          |
| 1999      | ф  | Фурії                    | The Furies               | продюсер          |
| 1999      | тф | Диявольська арифметика   | The Devil's Arithmetic   | продюсер          |
| 2011—2012 | с  | Удача                    | Luck                     | продюсер          |
| 2012      | ф  | Квартет                  | Quartet                  | режисер           |